# NGC 812
NGC 812 (другие обозначения — UGC 1598, MCG 7-5-14, ZWG 538.19, IRAS02037+4419, PGC 8066) — галактика в созвездии Андромеда.
Этот объект входит в число перечисленных в оригинальной редакции «Нового общего каталога».
В NGC 812 взорвалась сверхновая SN 2010jj. Она относится к типу IIn. В синей области её спектра есть линии излучения Бальмера, а также линия гелия I на длине волны 587,6 нм.
Галактика NGC 812 входит в состав группы галактик NGC 812. Помимо NGC 812 в группу также входят NGC 846 и UGC 1686.